# تاریکی (فیلم کوتاه)
تاریکی فیلم کوتاهی به کارگردانی سعید جعفریان است. این فیلم در هفتاد و یکمین دوره جشنواره فیلم کن نامزد دریافت نخل طلا شد.

## داستان
سامان غیبش زده و صبا برای پیدا کردن او پا به تاریکی خیابان‌های خالی می‌گذارد.

## عوامل
کارگردان: سعید جعفریان
تهیه‌کننده: رامبد جوان
فیلمنامه: فاطمه عبدلی - سعید جعفریان
مدیر فیلمبرداری: مسعود امینی تیرانی
طراح صحنه و لباس: فاطمه عبدلی
تدوین: عماد خدابخش
بازیگران: مهسا علافر - بانیپال شومون
پخش کننده: Premium Films